# Jean-Yves Collet
Jean-Yves Collet (va néixer el 4 de maig de 1959 a Savoia) és un cineasta francès.

## Biografia
Després de graduar-se en un doctorat de veterinària el 1982, va començar una carrera investigadora sobre primats que va abandonar el 1985 per dedicar-se a la producció i producció de documentals de la vida silvestre.
Ha realitzat prop de 40 documentals i ha obtingut diversos premis i reconeixements en festivals internacionals.

## Filmografia
- Abysses, les alliances des profondeurs (2014)
- Méditerranée 2100, vers une acidification record ? (2013)
- Ils sont des nôtres ! Les animaux et l'alcool (2012)
- AbyssBox, la vie sous pression (2012)
- Coup de chaud sur l'océan (2011)
- La cuisine au plancton (2010)
- Planète plancton (2009)
- Yves Coppens, une vie en millions d'années (2008)
- Guerre et Paix dans le Potager (2006)
- Collines de Feu (2005)
- Les Secrets de la Jungle d'Amérique (2004)
- Les Deux Côtés du Miroir (2003)
- Cousin Bonobo (2003)
- Les Secrets de la Jungle d'Afrique (2002)
- L'Incroyable Aventure du Gorille Mabéké (2001)
- Paroles d'Hommes, Mémoires d'Éléphants (2001)
- Quatre Singes dans un Mouchoir de Poche (2000)
- Les Bons Pères de l'Atlas (2000)
- La Famille Macaques (1999)
- Les Lémuriens de la Forêt de Pierres (1998)
- La Louve d'Abyssinie (1997)
- L'Ourse Metchka et ses Frères (1997)
- Les Aventures du Plus Petit Mammifère du Monde (1997)
- Les Seigneurs de l'Hiver (1996)
- L'Œil de la Mer (1996)
- Fous d'animaux (1995-2001)
- Les Marmottes du Grand Rocher (1995)
- Le Harem d'un Babouins d'Éthiopie (1994)
- Un Tournage avec les Babouins d'Éthiopie (1994)
- L'Arbre et les Fourmis (1992)
- Jacques et les Marmottes (1992)
- Hamadryas, les Babouins d'Arabie Saoudite (1991)
- Le Peuple Singe (1986-1991)
- De Singe en Singe (1986-1991)

## Premis
Les seves pel·lícules han guanyat diversos premis en festivals internacionals:
- Grand prix au Festival Nature de Namur, Bèlgica
- Grand Prix au Festival Ecofilm de Beauvais, França
- Prix spécial du Jury au Festival Telescience, Canadà
- Grand Prix au Festival d'Environnement de Grenoble, França
- Cigogne de bronze au Festival d'Environnement de Rabat, Marroc
- Grand Prix au Festival de Bailly, França
- Prix Spécial du Jury au Festival de Graz, Àustria
- Merit Award de la Bande Sonore à l'International Wildlife Festival du Montana, Estats Units
- Deuxième Prix au Festival de Missoula, Estats Units
- Grand Prix au Festival Animalier des Cévennes, França
- MEDIANET d'ARGENT au Festival du Film de Múnic, Alemanya
- Grand Prix du Public au Festival de l'Image Sous-marine d'Antibes, França
- Sylver Apple au NMLE Award, Hollywood, Estats Units
- Golden Panda au Festival International du Sichuan, Xina
- Prix de la Meilleure Image au Festival de Ronda, Espanya
- Prix du Meilleur Documentaire télévisé au Festival de Ronda, Espanya
- Grand Prix du Festival International du Film Scientifique de Palaiseau, França
- Médaille d'argent de la Faculté de Médecine de Lyon (Doctorat Vétérinaire), França
- Lauréat de la Fondation de la Vocation, parrain Yves Coppens, França
- Lauréat du Club Rotary International pour la Jeunesse, França